# Zsolt Heffler
Zsolt Heffler (* 20. Januar 1967) ist ein deutscher Eishockeyschiedsrichter und ehemaliger Eishockeyspieler ungarischer Abstammung.

## Werdegang
Der Abwehrspieler war ungarischer U-20-Nationalspieler und siedelte Ende der 1980er Jahre nach Deutschland aus. In der Saison 1987/88 spielte er zunächst für den EV Stuttgart in der 2. Bundesliga Süd und wechselte im Saisonverlauf zum Dinslakener EC in die Oberliga Nord. Nach zwei vergeblichen Anläufen schaffte Heffler in der Saison 1989/90 mit seiner Mannschaft den Aufstieg in die 2. Bundesliga Nord. Allerdings wechselte Heffler zu den Schalker Haien, die gerade in die Oberliga Nord aufgestiegen waren.
Nachdem er jeweils ein Jahr lang für die Nord-Oberligisten ESC Wedemark und Herforder EG auflief wechselte er 1993 zum ERC Westfalen Dortmund, für den er zwei Jahre lang auflief. In der Saison 1994/95 wurde Heffler mit dem ERC Westfalen Meister der 1. Liga Nord. In der Saison 1995/96 spielte Heffler noch für den EV Duisburg in der 1. Liga Nord und in der Saison 1996/97 für den EV Duisburg. Anschließend beendete er seine Spielerkarriere.
Zsolt Heffler wurde Schiedsrichter und leitete Spiele in der 2. Bundesliga sowie der Deutschen Nachwuchsliga.